# Liu Gang
Liu Gang (ur. 30 stycznia 1961) – chiński matematyk, fizyk i informatyk zajmujący się optymalizacją.

## Życiorys
Jedna z czołowych postaci protestów na placu Tian’anmen w 1989 roku – był wówczas studentem Uniwersytetu Pekińskiego. Po krwawo stłumionych protestach w dniu 4 czerwca 1989, jego nazwisko umieszczono na liście najbardziej poszukiwanych przez władze osób. Aresztowany, został w 1991 roku skazany na 6 lata więzienia za działalność kontrrewolucyjną. W maju 1996 roku, został zmuszony do emigracji do USA. W 1998 roku ukończył studia informatyczne na Columbia University. Liu pracował w Citibank i Morgan Stanley.